# 瑟里碼頭
瑟里碼頭（Surrey Quays）是位於倫敦東南部的一個大規模住宅區，在1970年之前由瑟里商業船塢所有。碼頭關閉之後，瑟里碼頭地區曾經荒廢了十多年。1981年，柴契爾夫人的保守黨政府設立倫敦碼頭區公司，開始重新開發倫敦碼頭區。1980年代末至1990年代初，瑟里碼頭開始了大規模再開發工程。

## 外部連結
- LDDC Completion Booklet - Surrey Docks （页面存档备份，存于）
- Surrey Quays Shopping Centre on The Retail Database （页面存档备份，存于）